# Capitano del Popolo

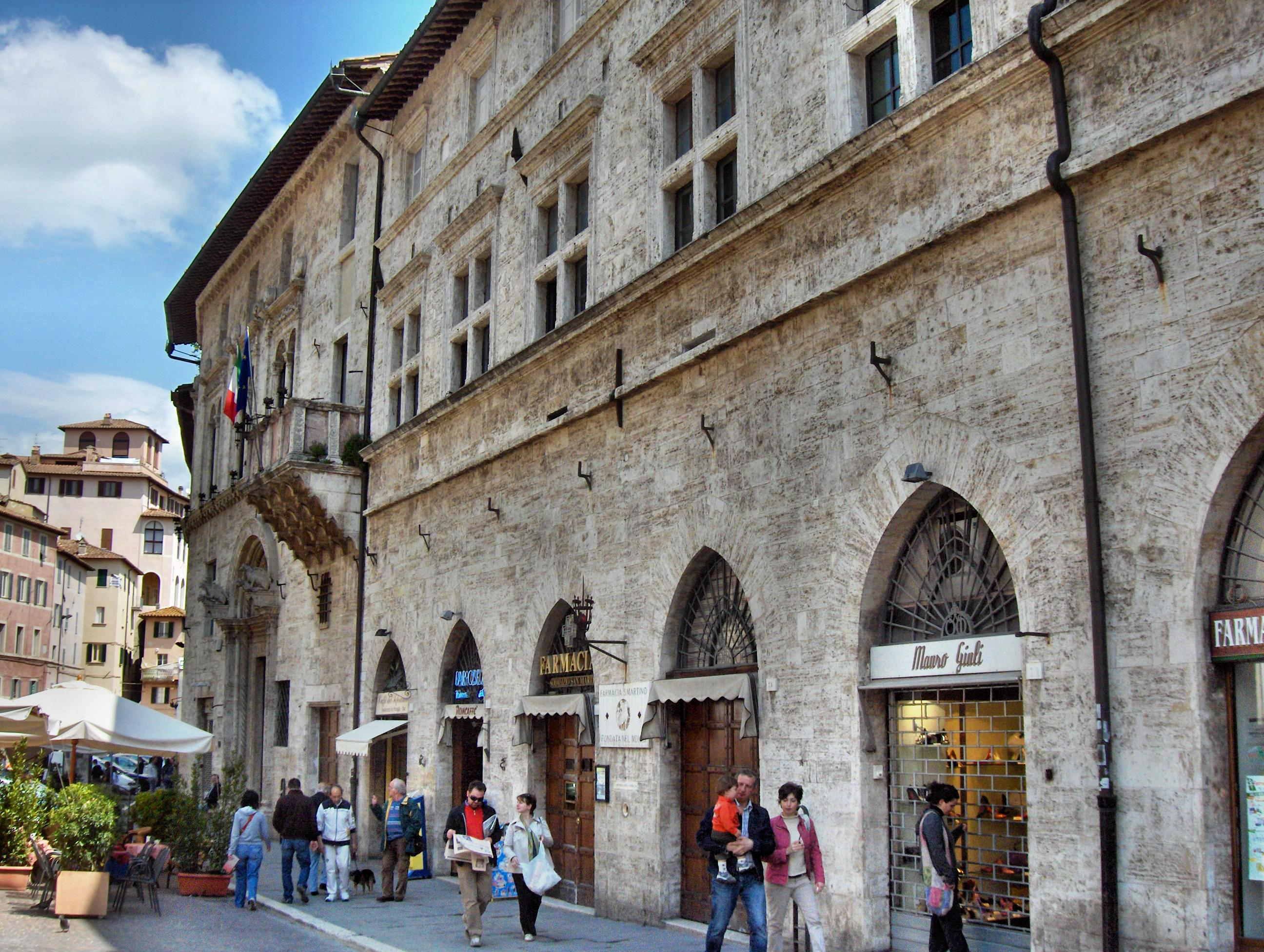
Ansicht Palazzo des Capitano del Popolo von Perugia

Der Capitano del Popolo (ital., deutsch „Führer des Volkes“) war eine politische Figur der lokalen Verwaltung, die im mittelalterlichen Italien im Einsatz war und im Wesentlichen dazu bestimmt war, die Macht und Autorität der Adelsfamilien auszugleichen. Die Amtszeit war wie beim Podestà beschränkt, zunächst auf ein Jahr, später häufig auf sechs Monate, um Machtmissbrauch möglichst zu verhindern. Ebenfalls wie beim Podestà wurde die Stelle mit Personen von außerhalb besetzt.

## Geschichte
In den norditalienischen Städten galt als das Popolo (Volk) die aufstrebende Mittelschicht des zunächst von der politischen Aktivität ausgeschlossenen Volkes. Die Politik war zuvor das ausschließliche Vorrecht der Milites, der feudalen adeligen Ritter. Mit dem Aufstieg der Städte entstand eine Schicht „neuer Geschlechter“ (gens nova, gente nuova nach dem Ausdruck von Dante Alighieri). Diese schlossen den in die Stadt gezogenen Landadel ein, reich geworden durch die vom Bevölkerungswachstum verursachte Nachfrage nach Lebensmitteln, sowie Bankiers, Kaufleute, Kenner der freien Künste (Juristen und Ärzte), Handwerker und in den Küstenstädten Reeder, die sich durch den Handel mit den Kreuzfahrerstaaten bereichert hatten. Die neue Schicht formierte ihre politischen Interessen, um die Interessen der Bevölkerung gegen die Stadtherren zu verteidigen und dem Bürgermeister (Podestà) entgegenzutreten, der als Vertreter des Adels galt.
Seit Beginn des 13. Jahrhunderts gelang es den populares, allmählich am politischen Leben vieler italienischer Städte teilzunehmen, indem sie Versammlungen des Volkes einrichteten, die einen Capitano del Popolo wählten, der dem Podestà zur Seite gestellt wurde. Der Capitano del Popolo übte seine Kontrolle über den Podestà aus, während die zwei Räte autonom blieben, an denen die Vertreter der Zünfte und die Gonfalonieri teilnahmen, Befehlshaber der von Pfarreien/Wohnbezirken gestellten Truppen. In der Praxis bildete die Person des Capitano del Popolo das politische Gegengewicht zur Stärke der Adelsfamilien und repräsentierte das gehobene Bürgertum der damaligen Zeit.

## Einführung des Amtes in den Städten
Das Amt wurde in einem längeren Prozess in verschiedenen Städten eingeführt:
- In Bologna gab es seit 1228 die Comune di Popolo und einen Capitano del Popolo.
- Mailand (1240), in den Kämpfen gegen Ezzolino III. da Roma ragte Martino della Torre († 1263) heraus.
- Florenz versuchte sich im Jahre 1250 von der Herrschaft Friedrichs II. von Schwaben zu befreien, indem eine Regierung der Alten (Anziani) eingeführt wurde, denen der Capitano del Popolo als Milizführer und einer der höchsten Amtsrichter gegenüber stand und sich zusammen mit diesen am politischen Leben der Stadt beteiligte.
- Siena (1252) ahmte das Vorbild von Florenz nach.[4]
- In der Compagna Communis, aus der die Republik Genua entstehen sollte, wurde der Capitano del Popolo 1260 eingeführt.
- Cremona (1271)[5]
- Mantua (1328) hatte seinen ersten Capitano del Popolo mit Luigi Gonzaga, dessen Tötung von Rinaldo dei Bonacolsi die Herrschaft der Gonzaga einleitete, die bis 1708 dauerte.